# Афонсу IV
Афо́нсу IV (порт. Afonso IV; 8 лютого 1291 — 28 травня 1357) — король Португалії (1325—1357). Представник португальської Бургундської династії. Народився у Лісабоні, Португалія. Син португальського короля Дініша й арагонської інфанти Ізабели. Зайняв трон у 1325 році після смерті батька Дініша. Його політика була спрямована на зміцнення королівської влади, посилення впливу на міста, в першу чергу на Лісабон і Порту. У 1345 році відбулася перша війна з Кастилією через Канарські острови, яку Португалія програла. За його правління 1348 року в Португалії поширилася пандемія чуми — «Чорна смерть». Прізвисько — Хоро́брий (порт. o Bravo).

## Імена
- Афо́нсу IV (порт. Afonso IV; стара орфографія — Affonso) — у португальських джерелах.
- Афо́нсу IV Бургу́ндський (порт. Afonso IV de Borgonha) — за назвою династії.
- Афо́нсу Ді́ніш, або Афо́нсу Ді́нішович (порт. Afonso Dinis) — по-батькові.
- Афо́нсу IV Португа́льський (порт. Afonso IV de Portugal) — за назвою країни.
- Афо́нсу Хоро́брий (порт. Afonso, o Bravo) — за прізвиськом.
- Альфо́нс IV (лат. Alphonsus IV) — у латинських джерелах.
- Альфо́нсо IV (ісп. Alphonso IV) — у кастильських, іспанських джерелах.
- Аффо́нсо IV (ст.-порт. Affonso IV) — у старопортугальських джерелах.

## Біографія

### Молоді роки
Афонсу IV народився 8 лютого 1291 року в Лісабоні, в родині португальського короля Дініша та його дружини, арагонської інфанти Ізабели, доньки арагонського короля Педру ІІІ. Хлопець був єдиним законним сином свого батька, повноправним спадкоємцем португальського трону.
13 вересня 1297 року, за умовами Альканісеського договору, 6-річний Афонсу заручився із кастильською інфантою Беатрисою. Вона росла разом із ним при португальському королівському дворі. 12 вересня 1309 року Афонсу офіційно одружився Беатрисою в Лісабоні. Незважаючи на те, що наречені мали спільного прадіда Альфонсо X, шлюб було санкціоновано папою Боніфацієм VIII ще в 1301 році. Вінчання тривалий час відкладали, допоки Беатрисі не виповнилося 16 років. Подружжя було щасливим. Всупереч традиції португальських монархів Афонсу не заводив коханок і все життя був вірним своїй дружині.
Батько-король прохолодно ставився до Афонсу IV й більше любив свого позашлюбного сина Афонсу-Саншеша. Це породило ворожнечу між інфантами й, урешті-решт, призвело до міжусобної війни 1322 року. У ній Дініш підтримав свого улюбленця, виступивши проти спадкоємця. Братовбивча війна тривала 2 роки і закінчилася за посередництва королеви Ізабели: Афонсу присягнув на вірність батькові, за що той пообіцяв передати трон саме йому.

### Король
7 січня 1325 року Афонсу IV став королем після смерті Дініша. Він одразу ж вигнав інфанта Афонсу Саншеша до Кастилії, позбавивши його всіх титулів і землеволодінь, наданих перед тим батьком. За збройної підтримки кастильців інфант-вигнаненць намагався захопити трон, але його спроби закінчилися невдало. Афонсу IV уклав із Кастилією мирний договір за посередництва королеви-матері Ізабели.
За свого правління Афонсу IV надавав великої ваги розвитку португальського флоту, як торгівельного, так і військового. Він першим з португальських монархів ініціював перші заморські експедиції з метою вивчення невідомих морів та земель.
1328 року Афонсу IV віддав свою дочку Марію заміж за кастильського короля Альфонсо XI. Останній скасував свій перший шлюб із Констансою, донькою вільєнського князя Хуана Мануеля. Незважаючи на одруження, Альфонсо ХІ відкрито принижував Марію, що спричинило конфлікт Португалії з Кастилією. Афонсу IV змусив свого сина Педру одружитися з Констансою й розпочав війну з сусідом. Вона скінчилася через 4 роки за особистого втручання Марії та королеви-матері Ізабели. Португальсько-кастильський договір було підписано в Севільї
У жовтні 1340 року португальські сили, делеговані Афонсу IV підтримати кастильців, зіграли важливу роль у перемозі над маврами в битві на річці Саладо.

### Конфлікт із сином
Останні роки правління Афонсу IV позначилися повторним втручанням у кастильські справи. Після смерті Альфонсо XI Кастилію захлиснула міжусобна війна, в ході якої багато кастильців прибули до Португалії. Син Афонсу IV, інфант-спадкоємець Педру І, закохався у одну з таких вигнанок — Інес де Кастро. Після смерті Констанси, він став відкрито жити з Інес й збирався зробити її майбутньою королевою, що дуже не сподобалося батькові. Афонсу IV вбачав у фаворитці сина політичний вплив свої кастильських недругів. 1355 року він наказав умертвити Інес, що розгнівило Педру. Останній збунтувався проти корони й спустошив королівські володіння в межиріччі Дору й Міню. На початку 1357 року обидві сторони замирилися на вимогу лицарства, духовенства і міщан.
28 травня 1357 року Афонсу IV помер у Лісабоні, не витримавши стресу від війни із сином. Його поховали в Лісабонському катедральном соборі. В історіографії король заслужив прізвисько «Хоробрий», хоча особливих воєнних звитяг він не здобув, а життя португальців за його правління було відносно мирним.

## Родина
Дружина — Беатриса (1293—1359), кастильська інфанта, донька кастильського короля Санчо IV.
Діти:
- Марія (1313—1357) — португальська інфанта ∞ Альфонсо XI, кастильський король.
- Афонсу (1315—1317) — португальський інфант; помер у дитинстві.
- Дініш (1317) — португальський інфант; помер у дитинстві.
- Педру I (1320—1367) — король Португалії (1357—1367).
- Ізабела (1324—1326) — португальська інфанта; померла в дитинстві.
- Жуан (1326—1327) — португальський інфант; помер у дитинстві.
- Леонора (1328—1348) — португальська інфанта ∞ Педро IV, арагонський король.